# Andrew Nembhard
Andrew Nembhard (Aurora, 16 gennaio 2000) è un cestista canadese.

## Carriera
È stato selezionato dagli Indiana Pacers al secondo giro del Draft NBA 2022 (31ª scelta assoluta).
Con il Canada ha disputato i Campionati mondiali del 2019.

## Statistiche

### NCAA
| Anno      | Squadra          | PG  | PT  | MP   | TC%  | 3P%  | TL%  | RP  | AP  | PRP | SP  | PP   |
| --------- | ---------------- | --- | --- | ---- | ---- | ---- | ---- | --- | --- | --- | --- | ---- |
| 2018-2019 | Florida Gators   | 36  | 36  | 32,9 | 41,4 | 34,7 | 76,4 | 2,9 | 5,4 | 1,2 | 0,1 | 8,0  |
| 2019-2020 | Florida Gators   | 31  | 31  | 33,2 | 44,1 | 30,8 | 77,5 | 3,0 | 5,6 | 1,1 | 0,1 | 11,2 |
| 2020-2021 | Gonzaga Bulldogs | 32  | 16  | 29,9 | 48,0 | 32,3 | 75,4 | 2,4 | 4,4 | 1,1 | 0,1 | 9,2  |
| 2021-2022 | Gonzaga Bulldogs | 32  | 32  | 32,2 | 45,2 | 38,3 | 87,3 | 3,4 | 5,8 | 1,6 | 0,1 | 11,8 |
| Carriera  | Carriera         | 131 | 115 | 32,1 | 44,6 | 34,3 | 79,0 | 2,9 | 5,3 | 1,2 | 0,1 | 10,0 |

#### Massimi in carriera
- Massimo di punti: 25 (2 volte)[1]
- Massimo di rimbalzi: 8 (2 volte)
- Massimo di assist: 14 vs Pepperdine (16 febbraio 2022)
- Massimo di palle rubate: 6 vs Brigham Young (5 febbraio 2022)
- Massimo di stoppate: 1 (11 volte)
- Massimo di minuti giocati: 42 (2 volte)

### NBA

#### Regular Season
| Anno      | Squadra        | PG  | PT  | MP   | TC%  | 3P%  | TL%  | RP  | AP  | PRP | SP  | PP   |
| --------- | -------------- | --- | --- | ---- | ---- | ---- | ---- | --- | --- | --- | --- | ---- |
| 2022-2023 | Indiana Pacers | 75  | 63  | 27,6 | 44,1 | 35,0 | 79,0 | 2,7 | 4,5 | 0,9 | 0,2 | 9,5  |
| 2023-2024 | Indiana Pacers | 68  | 47  | 25,0 | 49,8 | 35,7 | 80,4 | 2,1 | 4,1 | 0,9 | 0,1 | 9,2  |
| 2024-2025 | Indiana Pacers | 65  | 65  | 28,9 | 45,8 | 29,1 | 79,4 | 3,3 | 5,0 | 1,2 | 0,2 | 10,0 |
| Carriera  | Carriera       | 208 | 175 | 27,2 | 46,4 | 33,5 | 79,5 | 2,7 | 4,6 | 1,0 | 0,1 | 9,6  |

#### Playoffs
| Anno     | Squadra        | PG | PT | MP   | TC%  | 3P%  | TL%  | RP  | AP  | PRP | SP  | PP   |
| -------- | -------------- | -- | -- | ---- | ---- | ---- | ---- | --- | --- | --- | --- | ---- |
| 2024     | Indiana Pacers | 17 | 17 | 32,6 | 56,0 | 48,3 | 76,9 | 3,3 | 5,5 | 0,4 | 0,2 | 14,9 |
| 2025     | Indiana Pacers | 23 | 23 | 33,4 | 47,1 | 46,5 | 80,4 | 3,2 | 4,7 | 1,5 | 0,2 | 12,5 |
| Carriera | Carriera       | 40 | 40 | 33,1 | 51,1 | 47,3 | 79,2 | 3,3 | 5,0 | 1,0 | 0,2 | 13,5 |

#### Massimi in carriera
- Massimo di punti: 32 vs Boston Celtics (26 maggio 2024)[2]
- Massimo di rimbalzi: 8 vs Golden State Warriors (5 dicembre 2022)
- Massimo di assist: 15 vs Milwaukee Bucks (29 marzo 2023)
- Massimo di palle rubate: 4 vs Charlotte Hornets (8 gennaio 2023)
- Massimo di stoppate: 2 vs Los Angeles Lakers (28 novembre 2022)
- Massimo di minuti giocati: 41 vs Golden State Warriors (5 dicembre 2022)